# Martin Lippens
Martin Lippens (Bruxelles, 8 ottobre 1934 – Anderlecht, 2 novembre 2016) è stato un allenatore di calcio e calciatore belga, di ruolo centrocampista.

## Palmarès

### Giocatore

#### Competizioni nazionali
- Campionato belga: 7

Anderlecht: 1954-1955, 1955-1956, 1958-1959, 1961-1962, 1963-1964, 1964-1965, 1965-1966
- Coppa del Belgio: 1

Anderlecht: 1964-1965

### Allenatore

#### Competizioni nazionali
- Campionato belga: 1

Anderlecht: 1985-1986
- Coppa del Belgio: 1

Anderlecht: 1988-1989